# 女祭り2014 〜Ristorante da MCZ〜
『女祭り2014 〜Ristorante da MCZ〜』（おんなまつり にせんじゅうよん 〜リストランテ ダ エムシーゼット〜）は、ももいろクローバーZが2014年11月24日に大阪城ホールで開催したライブ。
Blu-ray & DVDとして発売され、オリコン週間DVD音楽チャート第1位を獲得。

## 概要
2年ぶり3回目の開催となる女性ファン限定ライブ。9849人が会場に集結し、全国28劇場で行われたライブビューイングでは6713人を動員した。
サブタイトルのRistorante da MCZはイタリア語で「ももいろクローバーZ（MCZ）によるレストラン」を表す。メンバーはウェイトレス風の衣装をまとってメニューを紹介すると、セットリスト（曲目）をフルコースの料理に見立ててライブを繰り広げた。
前回の女祭りに引き続き、総合演出はももいろクローバーZの振り付け師である石川ゆみが担当。地上約7mの巨大なテーブルを模したステージが組まれ、開場時に料理名が記載されたメニュー表も配布された。

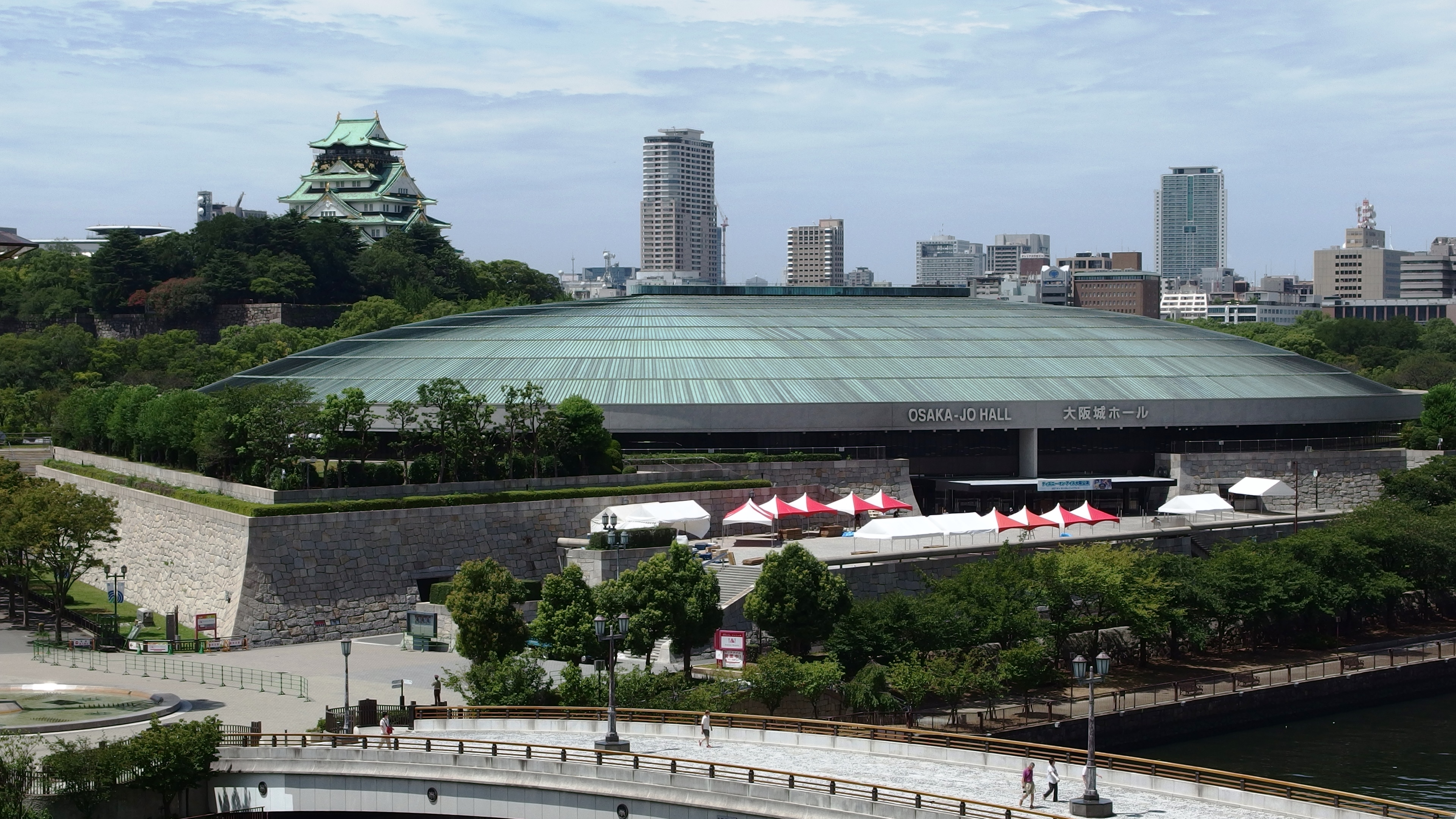
会場の大阪城ホール

## セットリスト
＜五色の乙女 〜秋の香りと共に〜＞
1. overture 〜ももいろクローバーZ参上!!〜
2. Wee-Tee-Wee-Tee
3. Z女戦争
4. 仮想ディストピア
5. ツヨクツヨク
6. My Dear Fellow
7. ワニとシャンプー
8. いつか君が

＜カレー風アラビアンナイト 〜月のしずくを添えて〜＞
1. ピンキージョーンズ
2. DNA狂詩曲
3. MOON PRIDE
4. Moon Revenge
ライブ初披露
5. 月虹
6. 空のカーテン

＜子羊達のチャイナ風ロースト 〜スパイシー仕立て〜＞
1. Chai Maxx
2. キミとセカイ
3. 猛烈宇宙交響曲・第七楽章「無限の愛」
4. 労働讃歌
5. サラバ、愛しき悲しみたちよ
6. 走れ!
7. コノウタ

＜クローバーのジェラート 〜甘ずっぱいピーチジャム添え〜＞
1. ももいろパンチ（アンコール）
2. ももクロのニッポン万歳!（アンコール）
3. スターダストセレナーデ（アンコール）

特典映像（DVD & Blu-ray）
女祭りメイキング ももクロとゆみの下ごしらえ